# QBZ-03
O QBZ-03 (mandarim: Qīngwuqi Bùqiāng Zìdòng - "fuzil automático leve"), também conhecido como Type 03, é um fuzil de assalto chinês operado a gás e de fogo seletivo projetado e desenvolvido para o cartucho 5,8×42mm DBP87.
Ao contrário do bullpup QBZ-95, o QBZ-03 é uma arma de projeto convencional. A arma foi projetada para ser facilmente usada por soldados já familiarizados com fuzis de assalto e metralhadoras lançados anteriormente.

## Projeto
O QBZ-03 possui um receptáculo de duas peças feito em grande parte de liga de alumínio forjado, com a coronha, o punho de pistola e os guarda-mãos feitos de um composto de polímero. Seu projeto parece ser baseado no fuzil de assalto Type 87 cancelado, com câmara para 5,8x42mm. O fuzil foi fabricado em conjunto com o QBZ-95 como arma primária alternativa.
O bloco de gás possui regulador de duas posições, uma para disparo de munição padrão e outra para permitir o uso de granadas de bocal. A mira é de uma massa de mira encapuzada com uma alça de mira de dioptria rebatível semelhante ao fuzil americano M16. Um trilho de escopo está disponível para permitir o uso de várias ópticas.
A arma tem uma cadência de tiro mais rápida em comparação com o QBZ-95. O sistema operacional é semelhante ao fuzil de assalto Type 81, com trava de ferrolho rotativo e pistão a gás de curso curto.
Também existe uma variante de exportação do QBZ-03, introduzida pela primeira vez em 2005 pelas empresas conjuntas CJAIE (China Jing-An Import-Export) e Jiang-She Group Companies. A versão de exportação possui câmara para o cartucho 5,56×45mm NATO e alimentada por carregadores STANAG. A cadência cíclica no modelo emitido é apenas semiautomática ou automática, enquanto o modelo de exportação possui um modo rajada integrado de três disparos. A exibição pública mais notável do tipo foi pelas Tropas Aerotransportadas da Força Aérea do ELP durante o Desfile do 60º Aniversário de 1º de outubro de 2009. O fuzil de assalto também foi destaque na Parada do Dia da Vitória de 2015.

## Atualizações

### Trilho Picatinny
Uma nova variante tática da arma foi avistada em uma exposição antiterrorista; a variante tática é equipada com guarda-mão quad-rail e é utilizada pela polícia e guardas de fronteira.

### QTS-11 OICW
Em fevereiro de 2011, começaram a aparecer fotos de uma arma chinesa chamada QTS-11. O QTS-11 combina o fuzil de assalto Type 03 com um lança-granadas de explosão aérea de 20 mm. Isso torna a China o terceiro país a desenvolver uma arma de infantaria de explosão aérea, depois das americanas XM29 OICW e XM25 CDTE e da sul-coreana K11 DAW.

## Variantes
- QBZ-03: Modelo básico.
- QBZ-03 Upgrade: Variante tática atualizada, revelada pela primeira vez em uma exposição antiterrorismo de 2014, com atualizações incluindo um guarda-mão quad-rail.[7]
- T03: Variante de exportação com câmara para 5,56x45mm NATO e usa carregadores STANAG.[8]
  - T03A: Variante melhorada.
- EM3513: Variante de exportação semiautomática, câmara para 5,56 mm.[9]
  - EM3513A: Variante melhorada, com trilhos e nova coronha.

## Operadores
- China[10]

### Atores não estatais
- Exército Unido do Estado Wa[11]